# 小田原酒匂川花火大会
小田原酒匂川花火大会（おだわらさかわがわはなびたいかい）は、神奈川県小田原市寿町、酒匂川スポーツ広場（酒匂川河川敷）において毎年8月に行われる県内でも有数の花火大会である。

## 概要
花火の歴史
天文12年（1543年）、種子島にポルトガル人によって鉄砲と爆薬物とその製法も併せて伝えられた。
軍事用として鉄砲、大筒、狼煙などに活用され、関ヶ原の役や天草の乱が終わった徳川泰平期には観賞花火へと移っていった。
そして慶長5年（1600年）頃、細川幽斎の家臣・稲富の砲術家・伊賀守直家は、細川家を追放され徳川家康に仕えたが、その後、尾州家お預けで尾州家の砲術師範として貢献した。
慶長17年（1612年）、足助八幡社に『扇的打図』という花火に関する偏額に「尾州藩稲留派先生当国住岩神村沢田四郎衛門行年78才」と記し献納されていることから、稲富直家の門人が花火技術を伝えた資料と考えられている。
花火を観た家康
花火を日本で最初に観たのは徳川家康という定説がある、『駿府政事録』には「慶長18年（1613年）8月3日、明国の商人がイギリス人を案内して駿府城に徳川家康を訪ね、家康に城の二の丸で花火を供覧した。」との記述がある。
三代将軍家光も花火が好きだったそうで、諸大名も好んで納涼の催しとして花火を楽しんだ。
尾張、紀州、水戸の親藩、仙台、加賀など雄藩の花火は特に人気があり、江戸市民も夕涼みを兼ね花火見物をした。
花火大会の設立
花火大会は、大正9年（1920年）に、御幸の浜を会場にして「小田原保勝会」によって始められた。
その後、戦時中のため一時中断していたが、昭和23年（1948年）に復活し、夏の風物詩として市民に親しまれた。
また、平成2年（1990年）に、市制50周年記念花火大会として「小田原の海・山・川」を、酒匂川河川敷、御幸の浜海上、石垣山一夜城跡で開催した。
花火大会の開催は、平成11年（1999年）までは毎年8月8日に開催していたが、平成12年（2000年）からは毎年8月の第1土曜日に開催することになった。
小田原酒匂川花火大会の最大の特徴は、観客が河川敷から観賞できるため、花火までの距離が近いことである。
また、小田原大橋に沿って酒匂川を横断するフィナーレを飾る全長約300mのナイアガラは圧巻である。

### 打上花火と仕掛花火
打上花火
花火技術は日本は世界一といわれており、とくに打上花火の割物花火の技術が高い。
- 玉皮 - ボール紙や新聞で半球型のお椀状のものを作り、この2個を合わせて一組の球型の玉が出来る[6]。
- 星 - 玉が空中で割れ星が光り散らばる、花火の出来不出来を左右する、日本は一番得意とする部分[6]。一番外側の星から順繰りに燃えながら飛ばし色を変える、星は同心円で粒の大きさを揃える[6]。
- 割薬 - 玉を空中で割り星を飛び散らす役目から、危険を伴う作業なので熟練者だけが作業をする[6]。
- 玉詰め - 片方の玉皮の内面に親導という時限導火線を取付け、玉皮の内側に丁寧に星を並べていく[6]。並べた星の内側に和紙を敷きそこに割薬を入れ、星と割薬で玉皮一杯になったら2個の玉皮を合わせる[6]。玉皮の外側を叩き馴染ませ、玉皮の合わせ目に丈夫なバンド状の紙で糊付け、玉皮が割れないようにする[6]。玉貼り - 玉皮の表面にクラフト紙を貼る、球型の全ての面が均一の強度になるように仕上げる[6]。玉を日陰干しにして乾燥途中でゴロをかける、ゴロとはクラフト紙を密着させるためで完全に乾燥させる[6]。

仕掛花火
代表的なのは枠仕掛で、丸太で組んだ櫓に絵形や文字などを浮だたせる。
- ランス - 鉛筆くらいの太さで長さ10cmの紙筒で、中に紅、緑、黄、青などの和剤を詰める[7]。ランスの片端に速燃性の導火線を付け、各ランスを連結する[7]。ランスは約10cm間隔で割竹や細い木の板に塗り付ける[7]。
- 木枠 - 障子のような2m四方の木枠に、ランスを塗り付けた割竹や細い木の板を釘で打付ける[7]。
- 仕掛花火現場の櫓に、木枠をデザイン通り取付、各枠を一本の速燃導火線で連結する[7]。導火線に点火すると、各枠の導火線が燃え、各ランスに点火して絵や文字が浮かび上がる[7]。ランスは約1分燃え消える、消える間際に打上花火を上げ、見物客の視線を上空に向ける[7]。仕掛に点火する前に雨が降ったら、仕掛け花火は全て点火しなくなる[7]。

電気点火
昭和60年（1985年）に打上花火の点火方法が変わった、それまでは花火師が火種を持ち直接点火していたが、鍵屋が「電気点火器」を開発し、秒単位で細かな遠隔操作による着火が行われるようになった。着火のタイミングや花火の色、形、種類、位置取りなどの組み合わせが、テーマに合わせた演出が可能になった。花火師がコンピュータにプログラムし打上げる方法もあるが、ただし、鍵屋ではいまだに着火するタイミングをボタン式に拘り、花火師が状況を読み取り「絶妙な間」で花火を打上げている。

## 開催内容
- 打ち上げ場所 - 神奈川県小田原市寿町5-22、酒匂川スポーツ広場[9]
- 打ち上げ時間 - 午後７時10分〜午後8時[9]
- 荒天時 - 雨天実施、荒天・河川増水の場合は中止、予備日なし[2]
- 駐車場 - 無し[2]
- 駐輪場 - 無し[2]

## 会場アクセス
- 最寄駅
  - JR東海道線 - 小田原駅より徒歩約15分、鴨宮駅 より徒歩約20分[10]
  - 小田急電鉄小田原線 - 足柄駅より徒歩約10分[10]
- 路線バス
  - 箱根登山バス - 小田原駅 １番乗り場から城東車庫行き 停留所「今井」下車徒歩約10分[11]
- 交通規制

## 関連文献
- 「花火資料館」公益社団法人 日本煙火協会、2023年7月10日閲覧
- 「打揚花火」公益社団法人 日本煙火協会、2023年7月10日閲覧
- 「会員リスト」公益社団法人 日本煙火協会、2023年7月10日閲覧